# Stefanel (azienda)
La Stefanel S.p.A. (pronuncia: = stefanèl) è un'azienda italiana che si occupa di abbigliamento con sede a Ponte di Piave, nel Veneto. È stata fondata nel 1959 da Carlo Stefanel (1926-1987) come Maglificio Piave, successivamente nel 1980 l'azienda assunse il nome di Stefanel. Controlla i marchi Stefanel e High. Dal 2021 fa parte del gruppo OVS.
È stata quotata dal 1988 al 2020 alla Borsa di Milano.

## Storia

### Le origini
Per dieci anni Carlo Stefanel, di umili origini e costretto a lasciare la scuola dopo la licenza elementare per la morte prematura del padre, gira in bici i mercati della zona vendendo gomitoli di lana grezza prodotta in un piccolo laboratorio di famiglia ad Oderzo. Poi nel 1959 riesce a creare a Ponte di Piave con i soldi prestati da un amico un'aziendina, il Maglificio Piave, che nel novembre 1966, in seguito all'alluvione che sommerge parte dell'Italia centro-settentrionale, è invaso da un metro d'acqua. Grazie ai contributi agevolati e a fondo perduto viene ricostruito un nuovo stabilimento. Nei primi anni Settanta entrano in azienda anche i due figli: Giuseppe (si occupa delle vendite e del marketing) e Giovanna (stile creativo). Inizia un periodo di espansione. Nel 1980 è aperto a Siena il primo negozio a marchio Stefanel. Nel 1982 apre il negozio di Parigi, primo punto vendita all'estero. Nel 1983 Stefanel diventa la ragione sociale della società.

### Dal boom alla crisi
Nel 1985 l'azienda incrementa di quattro volte fatturato e numero di negozi, nel 1986 i ricavi raggiungono i 170 miliardi di lire con utili di una trentina di miliardi, il numero dei negozi (in franchising) è lievitato sino a toccare in Italia, Europa, Canada e Stati Uniti quota 700, gli stabilimenti di produzione diventano due. E nel 1988, pochi mesi dopo la scomparsa a 62 anni di Carlo Stefanel per una emorragia cerebrale, è decisa la quotazione alla Borsa di Milano.
Alla fine anni Ottanta Stefanel, attraverso una serie di acquisizioni e di accordi internazionali, assume le dimensioni di un grande gruppo; diversifica la produzione di maglieria aggiungendo abbigliamento sportivo, jeans e prêt-à-porter.
Nel 1990 acquisisce Interfashion, nel 2002 il 50% di Noel International SA che controlla al 100% The Nuance Group, leader mondiale nel retail aeroportuale. Nel 2007, dopo che già da tempo sono sorti dissapori tra Giuseppe ("Bepi") e la sorella Giovanna (sposata ad un tedesco, vive a Salisburgo) e contemporaneamente l'affermazione dei grandi retailer come Zara o H&M stanno mettendo in difficoltà il modello delle catene di moda italiane, nasce High, marchio di abbigliamento casual chic di Interfashion. Nello stesso anno viene siglato un accordo con il designer Antonio Marras per produrre e distribuire il brand I'M Isola Marras.
Nel 2008 Stefanel avvia il riposizionamento del marchio nel segmento del “simple luxury”, nel 2009 celebra i primi 50 anni di attività. Per festeggiare questo importante anniversario è realizzata una capsule collection, “Stefanel50”, disegnata dalle stiliste Annalisa Dunn e Dorothee Hagemann, le “Cooperative Designs”, che hanno attinto all'archivio storico Stefanel rivisitando in chiave moderna 15 capi in maglieria.
I problemi strutturali dell'azienda si aggiungono alla crisi economica: il bilancio si chiude quell'anno con un fatturato in calo del 10% e una perdita di 44 milioni di euro. Si avvia così un piano triennale di rilancio, ma senza molto successo. Nel corso dei primi sei mesi del 2013 il gruppo registra ricavi netti pari ad 84,3 milioni di euro, in calo del 12% rispetto all'anno precedente, quando ammontavano a 96 milioni.

### 2017: i fondi di private equity
Nel settembre 2017 entrano nell'azienda come nuove azionisti al 71% i fondi di private equity Oxy e la britannica Attestor con Giuseppe Stefanel che resta nel capitale con il 16,4%. Viene avviato un piano di ristrutturazione che vede il ridimensionamento della rete dei negozi retail (una sessantina le chiusure), lo sviluppo della vendita all'ingrosso, la delocalizzazione della produzione che per il 70% avviene in Estremo Oriente in modo da riposizionare il marchio e portarlo dal segmento del lusso a quello dell'"affordable quality", cioè a un livello immediatamente superiore a quello di Benetton e Zara. Ma la congiuntura fiacca del mercato rischia di far saltare la tempistica, nel 2017 il fatturato è calato del 6,5% e l'indebitamento è salito nei primi mesi del 2018 dai quasi 40 milioni del 2017 a circa 60 di fine giugno. Oltre a tutto si è dimesso dopo soli sei mesi l'amministratore delegato Cristiano Portas, incarico ricoperto ad interim dal presidente di Oxy, Stefano Visalli.
Fallito nel giugno del 2019 l'accordo con i creditori (si trattava di rimborsare una novantina di milioni di euro), la società rinuncia alla procedura di concordato preventivo e delibera di avviare invece l'iter per l'amministrazione straordinaria dopo aver chiuso i due negozi di Londra. Il 12 settembre 2019 il tribunale di Venezia dà il via libera alla richiesta della procedura di amministrazione straordinaria.
L'8 giugno 2020 il MISE ha autorizzato il programma di cessione dei complessi aziendali facenti capo a Stefanel.
Il 29 settembre 2020 Borsa Italiana ha comunicato la revoca della quotazione delle azioni ordinarie e di risparmio emesse da Stefanel S.p.A., già sospese dal 6 giugno dell'anno prima.

### Nel gruppo Ovs
Nel marzo 2021 Stefanel (con 23 store su 27) entra nel gruppo OVS per 3,2 milioni di euro.